# Euptychia myncea
Euptychia myncea är en fjärilsart som beskrevs av Pieter Cramer 1782. Euptychia myncea ingår i släktet Euptychia och familjen praktfjärilar. Inga underarter finns listade i Catalogue of Life.